# Arno Schickedanz
Arno Schickedanz (Riga, 27 de diciembre de 1892-Berlín, 15 de abril de 1945) fue un diplomático alemán que tuvo un papel relevante bajo el régimen nazi. Durante la Segunda Guerra Mundial llegó a ostentar puestos de responsabilidad en el Ministerio del Reich para los Territorios Ocupados del Este.

## Biografía
Nació en 1892 en Riga, entonces una ciudad del Imperio ruso. Hacia el final de la Primera Guerra Mundial se alistó voluntario en el ejército alemán. Posteriormente sirvió con el Baltische Landeswehr, que recapturó Riga en 1919 tras derrotar a los bolcheviques. Amigo personal de Alfred Rosenberg, con quien había cursado estudios durante su juventud, Schickedanz se afiliaría al Partido Nazi.  
Tras el ascenso al poder de Hitler, en 1933, Schickedanz fue designado jefe de personal de la Oficina de Asuntos Exteriores del Partido Nazi. Más adelante prestó sus servicios como alto funcionario en el Ministerio del Reich para los Territorios Ocupados del Este, organismo creado en 1941 que estaba a cargo de la gestión de los territorios que debían ser conquistados en la Unión Soviética. Schickedanz llegó a ser designado Reichskommissar a cargo del previsto Reichskommissariat Kaukasus, aunque nunca llegó a ejercer este puesto. Previamente, Rosenberg había valorado la posibilidad de ponerle a cargo del Reichskommissariat Ukraine, si bien este puesto acabó recayendo en Erich Koch.
En abril de 1945, cercana ya la derrota de Alemania, Schickedanz se suicidó en Berlín.